# Geumgang
Der Geumgang (금강) ist mit seinen 401 km der drittlängste Fluss Südkoreas.

## Namensbedeutung
Geumgang bedeutet übersetzt „Seidenfluss“, dies in Bezugnahme auf sein gleichmäßig sanftes Fließen.

## Geographie
Der Fluss entspringt als Tteunbongsaem in dem Dorf Subun-ri und östlich des 875 m hohen Sunmusan, im Bezirk Jangsu‐gun der Provinz Jeollabuk-do. Auf seinem Weg nach Norden wird der Fluss 7 km nordöstlich von Jinan-eup im Stausee Yongdam aufgestaut. Weiter nördlich erfolgt westlich von Daejeon mit dem Daecheong-Dam eine weitere Aufstauung des Geumgang. Danach fließt der Fluss westlich weiter und macht bei Gongju einen scharfen rechtwinkligen Knick nach Süden, um dann über Buyeo nach ca. 50 km bei Gunsan in das Gelbe Meer zu münden.
Im Oberlauf des Flusses durchquert er die 1594 m hohen Deogyusan-Berge, gefolgt von den Baegunsan-Bergen, die 1279 m hoch liegen. Der mittlere und untere Teil des Flusses durchquert eher flache Landschaften.
Der Geumgang entwässert ein Gebiet von 9885 km2

## Nutzung
Der Fluss versorgte große Teile des früheren Honam (Jeolla-do) und war für das Königreich Baekje wichtig für die Wasserversorgung, floss der Geumgang doch durch zwei Hauptstätte die das Königreich nacheinander hatte. Der Fluss diente auch in der Zeit zum Transport von Gütern bis nach Japan und brachte so die Kultur des entwickelten Baekje auf die japanischen Inseln.
Heute dient der Fluss nicht nur zur Trinkwasserversorgung und zur Versorgung der Landwirtschaft mit Wasser. Zwei große Wasserkraftwerke produzieren Strom für die ganze Region.